# Andy Goes on the Stage
Andy Goes on the Stage è un cortometraggio muto del 1914 diretto da Charles H. France.
Terzo cortometraggio della serie a un rullo The Adventures of Andy Clark prodotta dalla Edison che aveva come protagonista il giovanissimo Andy Clark.

## Trama
Nella sua qualità di fattorino delle poste, Andy viene incaricato di portare un messaggio a teatro. Vi capita proprio in un momento di fibrillazione, quando la madre del protagonista, un bambino, ha litigato con l'impresario teatrale abbandonando la commedia senza ripensamenti. Il manager, al vedere arrivare Andy, si afferra a lui come un naufrago a un salvagente: lo prende e lo fa vestire in uno stupendo vestito di velluto ma, ahinoi, con sommo disgusto del ragazzo, gli fa anche mettere una parrucca di riccioli dorati. Dopo una prova affrettata, sale il sipario. Si può dire di tutto della recitazione di Andy ma non che mancasse di vigore. Per esempio, la sua idea di un dolce bacio filiale era difficilmente conforme alla consueta convenzione del dramma sentimentale. Tuttavia la commedia proseguì senza inciampi fino al culmine del terzo atto. Qui l'interpretazione un po' ridondante di Andy gli fece arrivare dalla balconata un pomodoro un po' guasto, gettatogli dal suo amico Jimmie Brown. Andy non tollerò l'insulto e, tra gli applausi degli spettatori, corse verso la galleria prendendosi una rivalsa sull'amico traditore. Il pubblico finì per impazzire dalla gioia dell'inatteso fuoriprogamma e l'impresario, stupito, scoprì che il sostituto era riuscito a conquistare la platea e aveva nerbo da vendere. Quando Andy tornò a casa, disse alla sua famiglia entusiasta che la noiosa vita del commercio non lo interessava più perché adesso era diventato un attore.

## Produzione
Il film fu prodotto dalla Edison Manufacturing Company.

## Distribuzione
Distribuito dalla General Film Company, il film - un cortometraggio di una bobina - uscì nelle sale cinematografiche degli Stati Uniti l'11 febbraio 1914.